# Boeing 757
Boeing 757 är ett passagerarflygplan som tillverkades av Boeing Commercial Airplanes. 

## Bakgrund
Boeing hade stora framgångar med Boeing 727 och de planerade under 1970-talet att utveckla en ny flygplansmodell, det vill säga att utveckla designen och teknologin. För Boeing var det inte bara att rita ett flygplan och sedan bygga det med ny design; om det blev framgångsrikt skulle det bli en lönsam affär för Boeing, men om projektet skulle misslyckas så kunde det äventyra Boeings framtid. De ville ha samma storleksklass på flygplanskroppen som de hade i föregångaren 727. Boeing skulle då kunna förlänga flygplanskroppen för att få plats med fler passagerare, vilket de även gjorde (757-300). De har senare använt designen och teknologin till Boeing 777. Vingens konstruktion har medfört att flygplanet drar mindre bränsle. Motorerna på 757:an är också bränslesnåla.
757:ans vinge är helt nykonstruerad för att klara flygplanets behov. Boeing har använt så lätta material som möjligt för att kunna få 757:ans totalvikt att bli den lägsta möjliga. Boeing 757 har ett utvecklat navigationssystem så att flygbolagen inte ska behöva ha navigatörer.
757:an kan i 757-200-utförandet ta cirka 190 passagerare och 757-300-modellen tar cirka 240 passagerare. 757:ans cockpit är väldigt lik 767:ans, vilket gör att piloter som flyger 757:an även kan flyga 767:an.
Tillverkningen av Boeing 757 är nedlagd.

## Varianter

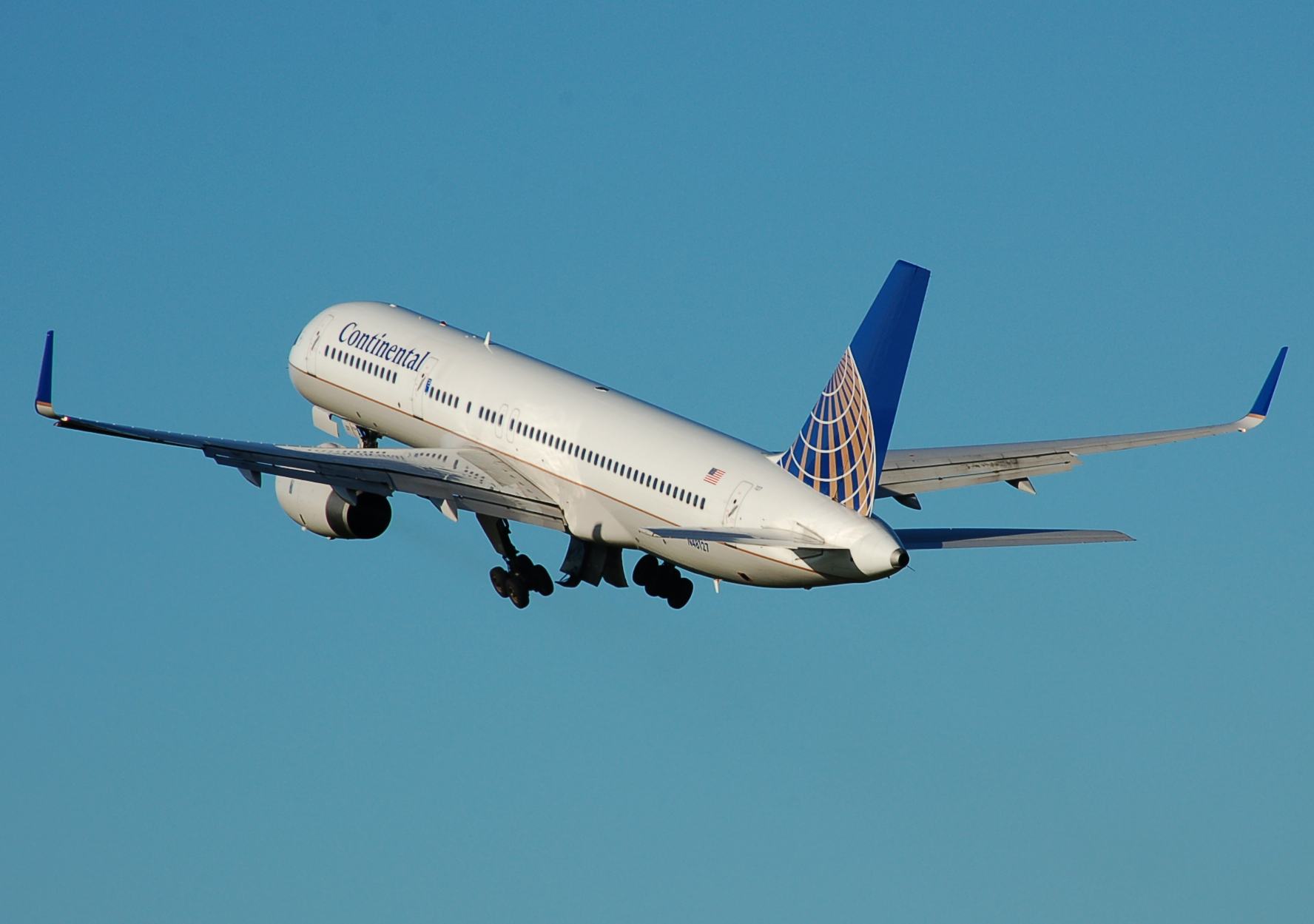
Ett Boeing 757 från Continental Airlines plan som lyfter från Bristol.

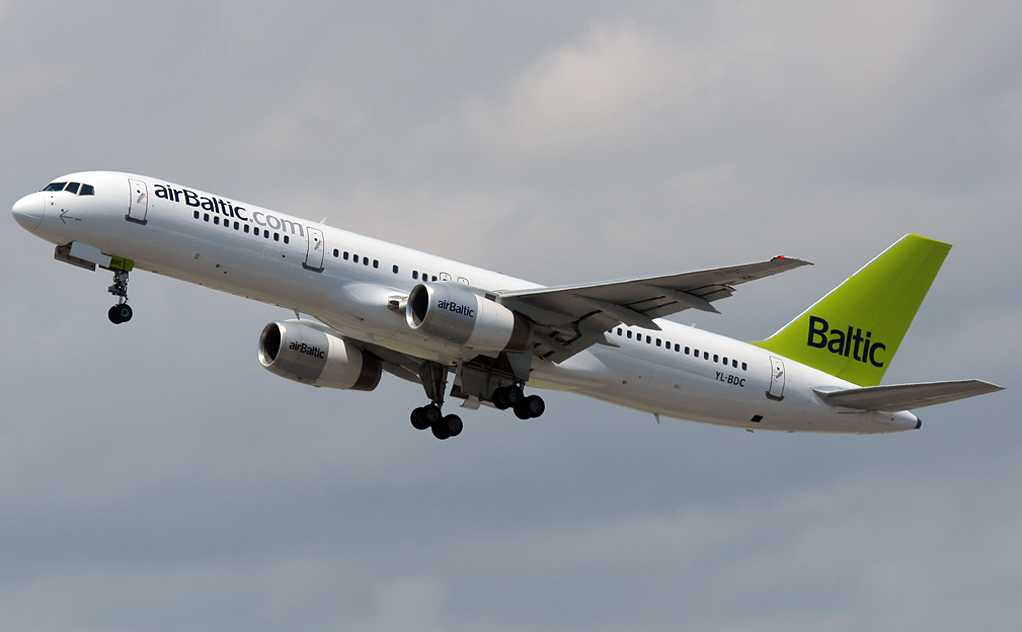
En Boeing 757-200 från Air Baltic.

- 757-200 som tar cirka 190-235 passagerare, beroende på konfiguration.

- 757-200F som är en fraktversion av 757-200-modellen.

- 757-300 som tar cirka 240 passagerare. Med 240 passagerare har den en räckvidd på 6055 km. Om den andra versionen av motorerna används, RB-211s, så har flygplanet en räckvidd på 6455 km. Om flygplanet bara skulle ha en resenärsklass skulle det få plats 289 passagerare. Vanligtvis brukar flygplanet delas upp i två klasser.

## Incidenter
- Ett Boeing 757 från TUIfly Nordic på väg från Köpenhamn till Kap Verde tvingades nödlanda i Marocko måndagen den 19 januari 2009 efter att en brand utbrutit i samband med en kortslutning i en av ugnarna i köket ombord på planet. 239 personer fanns ombord på planet, varav 78 hemmahörande i Sverige. Ingen människa kom till skada. Besättningen lyckades snabbt släcka elden, men piloten valde ändå att gå ner i Casablanca, Marocko av säkerhetsskäl.

- Ett Boeing 757 från DHL kolliderade med en Tupolev Tu-154 från Bashkirian Airlines nära Überlingen natten den 1 juli 2002. Orsaken till olyckan var att datorn på 757-planet hade sagt till piloterna att sjunka till en viss höjd, medan flygledarna hade sagt till de i det andra planet att också sjunka till samma höjd. Ingen på planen överlevde.

## Flygbolag
- AirBaltic
- Air Finland
- American Airlines
- Arkia
- Continental Airlines
- Cyprus Airways
- Delta Airlines
- Eastern Airlines
- Ethiopian Airlines
- Finnair
- Northwest Airlines
- Tajik Air
- ThomsonFly
- United Airlines
- US Airways
- Jet2
- Icelandair
- Sterling Airways